# Marston (Lincolnshire)
Marston – wieś w Anglii, w hrabstwie Lincolnshire. Leży 30 km na południe od Lincoln i 168 km na północ od Londynu.